# Vvedenskia
Vvedenskia là chi thực vật có hoa trong họ Apiaceae.